# Eva Fislová
Eva Fislová (* 17. März 1981 in Považská Bystrica, Tschechoslowakei) ist eine ehemalige slowakische Tennisspielerin.

## Karriere
Fislová gewann während ihrer Karriere einen Einzel- und sechs Doppeltitel des ITF Women’s Circuits. Auf der WTA Tour sah man sie erstmals im Hauptfeld bei den EuroTel Slovak Indoors 2000, zusammen mit Ľubomíra Kurhajcová im Doppel.
Sie spielte 2003 und 2005 für die slowakische Fed-Cup-Mannschaft, konnte aber keine ihrer drei Partien gewinnen.
Außerdem spielte sie 2004 beim Lintorfer TC in der 1. Tennis-Bundesliga. Danach ging sie zum BASF TC Blau-Weiß Ludwigshafen, für den sie 2005 in der 1. und 2006 in der 2. Bundesliga spielte.

## Turniersiege

### Einzel
| Nr. | Datum         | Turnier           | Kategorie   | Belag | Finalgegnerin | Ergebnis      |
| --- | ------------- | ----------------- | ----------- | ----- | ------------- | ------------- |
| 1.  | 2. April 2000 | Quartu Sant’Elena | ITF $10.000 | Sand  | Laura Pena    | 4:6, 6:1, 7:5 |

### Doppel
| Nr. | Datum           | Turnier           | Kategorie   | Belag | Partnerin            | Finalgegnerinnen                          | Ergebnis       |
| --- | --------------- | ----------------- | ----------- | ----- | -------------------- | ----------------------------------------- | -------------- |
| 1.  | 20. Mai 2000    | Casale Monferrato | ITF $10.000 | Sand  | Chloé Carlotti       | Magda Mihalache Biljana Pawlowa-Dimitrova | 6:1, 6:4       |
| 2.  | 12. Mai 2001    | Prešov            | ITF $10.000 | Sand  | Stanislava Hrozenská | Barbora Machovská Kristýna Pešatová       | kampflos       |
| 3.  | 31. Juli 2004   | Pétange           | ITF $25.000 | Sand  | Stanislava Hrozenská | Evie Dominikovic Gjulnara Fattachetdinowa | 6:4, 6:3       |
| 4.  | 7. August 2004  | Hechingen         | ITF $25.000 | Sand  | Stanislava Hrozenská | Erica Krauth Jasmin Wöhr                  | 3:6, 6:3, 6:3  |
| 5.  | 12. August 2006 | Hechingen         | ITF $25.000 | Sand  | Stanislava Hrozenská | Chrystyna Antonijtschuk Raluca Olaru      | 6:3, 6:73, 6:3 |
| 6.  | 19. August 2006 | Bratislava        | ITF $10.000 | Sand  | Stanislava Hrozenská | Diana Enache Maren Kassens                | 6:2, 6:2       |

## Abschneiden bei Grand-Slam-Turnieren

### Einzel
| Turnier         | 2002 | 2003 | 2004 | 2005 | Karriere |
| --------------- | ---- | ---- | ---- | ---- | -------- |
| Australian Open | Q2   | 1    | Q2   | Q1   | 1        |
| French Open     | —    | Q1   | Q2   | —    | —        |
| Wimbledon       | —    | 2    | Q2   | —    | 2        |
| US Open         | —    | 1    | Q1   | Q1   | 1        |

Zeichenerklärung: S = Turniersieg; F, HF, VF, AF = Einzug ins Finale / Halbfinale / Viertelfinale / Achtelfinale; 1, 2, 3 = Ausscheiden in der 1. / 2. / 3. Hauptrunde; Q1, Q2, Q3 = Ausscheiden in der 1. / 2. / 3. Runde der Qualifikation; n. a. = nicht ausgetragen